# 2005年4月

## 4月30日
- 中国国民党主席连战率领的访问团抵达西安。新华网（页面存档备份，存于） 中广网（页面存档备份，存于）

## 4月29日
- 中國國民黨主席連戰與中國共產黨總書記胡錦濤舉行會面。BBC中文（页面存档备份，存于）鳳凰網（页面存档备份，存于） 新浪網（页面存档备份，存于）
- 苹果电脑公司正式发布新版操作系统Mac OS X v10.4 Tiger

## 4月28日
- 馬六甲4國簽署防海盗共同決定。鳳凰網（页面存档备份，存于）
- 歐盟與美國宣佈对从中国进口的纺织品展开反傾銷调查。鳳凰網（页面存档备份，存于）BBC中文（页面存档备份，存于）

## 4月27日
- 中国国家主席胡锦涛根据全国人大常委会的决定签署主席令，免去吴仪兼任的卫生部部长职务，任命高强为卫生部部长。央视国际
- 中華人民共和國全國人民代表大會通過對香港《基本法》的釋法，宣佈香港補選之特區行政長官只完成前任的剩余任期。鳳凰網（页面存档备份，存于）
- 尼泊尔前首相德乌帕在他位于加德满都的住所被警方逮捕。新华网
- 世界上最大的客机空中客车A380进行处女航。新闻晚报（页面存档备份，存于）

## 4月26日
- 多哥宪法法院正式宣布多哥人民联盟候选人福雷·纳辛贝当选多哥新总统。新华网（页面存档备份，存于）
- 英國女王和英國首相替倫敦市中心的國家警察紀念碑進行揭幕。Police Roll of Honour Trust
- 国民党主席连战率团访问中国大陆，於早上十一點離開桃園中正國際機場。台灣送行民眾支持者與反對者在機場大廳爆發嚴重的肢體衝突。大公报[永久]聯合新聞網（页面存档备份，存于）中時電子報[永久]BBC中文網（页面存档备份，存于）中央社
- 敘利亞遵守聯合國通過的決議案自黎巴嫩完全撤離，結束廿九年的直接干預。聯合新聞網

## 4月25日
- 保加利亚和罗马尼亚签署关于加入欧盟的条约。新华网
- 日本西日本旅客鐵道（JR西日本）福知山線一列快速電車在當地時間09:18於兵庫縣尼崎市（塚口站～尼崎站間）出軌並撞進路旁住宅大樓，造成重大傷亡，至少超過106人死亡，四百餘人受傷，是1963年「鶴見事故」（161人死亡）以來，日本國內傷亡第二慘重的鐵道事故。中時電子報 新華網（页面存档备份，存于） 日本經濟新聞社 聯合新聞網 大公報

## 4月24日
- 本篤十六世正式登基成為新教宗。BBC中文網（页面存档备份，存于）
- 中華民國總統陳水扁祝福中國國民黨主席連戰到中國大陸的訪問。聯合新聞網（页面存档备份，存于）中時電子報
- 香港競賽馬匹「精英大師」創下了連勝17場的紀錄，成為世界賽馬史上連勝次數最多的馬匹。Yahoo!香港 - 新聞
- 吉林省蛟河市（县级市，归吉林市管辖）腾达煤矿发生透水事故，69人被困井下，现有39人获救，5人死亡，其余失踪。SINA（页面存档备份，存于）

## 4月23日
- 胡锦涛与小泉纯一郎在万隆会议50周年纪念会议之后举行了会谈。BBC中文网（页面存档备份，存于）
- YouTube影片上傳了有史以來第一部影片「我在動物園」（Me at the zoo）。

## 4月22日
- 2005年亚非峰会在印度尼西亞開幕，約有100餘國家參加。新華網（页面存档备份，存于）
- 博鳌亚洲论坛开幕。南方网（页面存档备份，存于）鳳凰網（页面存档备份，存于）
- 日本首相小泉纯一郎22日在雅加达举行的亚非峰会上就侵略历史道歉，但仍有部分日本国会议员于当日上午参拜靖国神社，引起日本国内外的争论。新浪网（页面存档备份，存于）中央日报BBC中文网（页面存档备份，存于）大公报人民网（页面存档备份，存于）日本《朝日新聞》（页面存档备份，存于）

## 4月20日
- 日本首相小泉纯一郎表示：他将根据“村山谈话”致力于改善日中关系。新华网（页面存档备份，存于）
- 巴西发表公报宣布，当天被解职的厄瓜多尔总统卢西奥·古铁雷斯目前在巴西驻基多大使馆避难。中国日报
- 意大利总理贝卢斯科尼宣布辞职。文新传媒
- 中國國民黨秘書長林丰正宣佈現任黨主席連戰將于4月26日前往大陸，展開爲期7天的參觀訪問，據稱中共中央總書記胡錦濤將在這一期間與連戰會面。新華網。（页面存档备份，存于）鳳凰網（页面存档备份，存于）

## 4月19日
- 联合国机构宣布，印度已经取代南非，成为艾滋病感染人数最多的国家。新京报（页面存档备份，存于）
- 据泰国公布的最新统计，在2004年印度洋大地震中，泰国共有5395人死亡，8457人受伤，2845人失踪，财产损失149.343亿铢（约合3.829亿美元）。新华网（页面存档备份，存于）
- 梵蒂冈西斯庭小教堂烟囱冒出白烟，随后响起钟声，证实新教宗以被选举出。新教宗是德國籍的约瑟夫·拉辛尔。聖號为本篤十六世 BBC中文网（页面存档备份，存于） MSNBC（页面存档备份，存于）

## 4月18日
- 印度总理曼莫漢·辛格和来访的巴基斯坦总统穆沙拉夫在新德里举行联合新闻发布会，宣布了一系列增进两国经贸关系和克什米尔地区边境交通往来的协议。中国日报 Archive.today的存檔，存档日期2013-04-28
- 第11届联合国预防犯罪和刑事司法大会在泰国首都曼谷开幕。法制日报（页面存档备份，存于）
- Adobe系统公司以34亿美元收购Macromedia MSNBC（页面存档备份，存于）
- 中华人民共和国成为新奥尔松科学管理委员会的正式成员国。新华网（页面存档备份，存于）
- 52國115名樞機主教於14:30在西斯廷礼拜堂舉行教宗選舉。BBC中文網（页面存档备份，存于）

## 4月17日
- 日本外相町村信孝赴北京訪問，針對日方要求道歉，中國外長李肇星在與町村信孝舉行的緊急會談中說：「中國政府從未做出任何須要向日本人民道歉的事情。」聯合新聞網

## 4月16日
- 错误发往墨西哥和黎巴嫩的强致命性流感病毒H2N2仍然失踪，发往香港玛丽医院以及发往台湾等十个地区的病毒已经销毁，五个地区仍在进行中。没有发往中国大陆的记录。Wikinews（页面存档备份，存于） ABC新闻（英文）（页面存档备份，存于）
- 中国全國各地發生不同規模的反日示威活動，當中上海市有超過十萬人上街示威。聯合新聞網[]、新華社
- 巴基斯坦总统穆沙拉夫抵达印度进行历史性访问。新华社 Archive.today的存檔，存档日期2013-04-28
- 首屆亚足聯女子17歲以下錦標賽在南韓庆尚南道南海郡举行，至4月27日。

## 4月13日
- 世界卫生组织称，安哥拉西北部省份的马尔堡病毒仍在肆虐，目前死亡人数已升至210人。中国新闻网
- IBM与国家地理联合启动人类基因数据库工程 Wikinews（页面存档备份，存于）
- 于2000年發起的世界最大的艾滋病疫苗人體試驗宣告失敗，泰國106名志願者感染了艾滋病，与比较组相比，疫苗没有起到明显效果。鳳凰網（页面存档备份，存于）
- 圆明园湖底防渗工程的公众听证会召开。安徽在线
- 台湾前海基会董事长辜振甫被安葬在屏东县高树乡泰和农场。中新网（页面存档备份，存于）

## 4月12日
- 乍得宣布，乍得政府决定暂时退出苏丹达尔富尔和谈进程，暂停为苏丹冲突各方和解继续做出努力。新华网 Archive.today的存檔，存档日期2013-04-28
- 印尼西苏门答腊省的塔朗火山开始喷发浓烟，已经有2.5万多当地居民撤离。新华网（页面存档备份，存于）
- 中国在西昌卫星发射中心用长征三号乙捆绑式运载火箭，成功地将亚太六号通信卫星送入太空。兰州晨报（页面存档备份，存于）
- 中華人民共和國國務院總理温家宝公開要求日本正視歷史問題。BBC中文（页面存档备份，存于） 美國之音 鳳凰網（页面存档备份，存于）
- 聯合國安理會五常任理事國國際司司長在北京舉行磋商。鳳凰網（页面存档备份，存于）
- 中國浙江省東陽市畫水鎮因居民反對當地化工業的嚴重污染發生警民衝突。至少有80名公安、武警受傷，超過五十輛鎮暴警察乘用的大巴士和警車被掀翻。BBC中文網（页面存档备份，存于） 聯合新聞網（页面存档备份，存于） 大紀元新聞（页面存档备份，存于）
- 中華人民共和國同印度建立战略合作伙伴关系，並簽署包括中印邊界問題在内的《中印聯合聲明》。新華網（页面存档备份，存于） 鳳凰網（页面存档备份，存于）

## 4月11日
- 反對增設聯合國安理會的“团结一致大会”召開會議，包括韓國在内有119國代表參加了會議，與會各國達成共識反對擴大安理會常任理事國席位。鳳凰網（页面存档备份，存于）後續報道（页面存档备份，存于）

## 4月10日
- 微软百科全书（Encarta）推出类维基功能。wikinews（页面存档备份，存于）
- 以色列警方逮捕了进入圣殿山的巴勒斯坦伊斯兰抵抗运动（哈马斯）在约旦河西岸的领导人哈桑·尤素福。衢州日报
- 中華民國（台灣）禁止讓中華人民共和國的官方新聞社《新華社》和報紙《人民日報》的記者採訪有關台灣的新聞。星洲日報（页面存档备份，存于）
- 中國各地反日行動擴大，廣東省内有数萬人示威。其中在广州和深圳分别有过万名示威者包围当地的日本领事馆、日资企业和日货商场，大批防暴警察在场戒备。讀賣新聞（日文）
- 南非國家黨於1948年成為南非的執政黨，並施行種族隔離政策將近50年，於2005年4月9日進行投票，並以88票對2票，3票棄權宣告解散。雅虎（英文）／路透社

## 4月9日
- 英國王儲查爾斯和卡米拉結婚。雅虎／美聯社（页面存档备份，存于）
- 中華民國總統陳水扁表示连战可以访问大陆但須先扁連會，國民黨決定仍依原訂計劃訪陸。聯合新聞網（页面存档备份，存于）
- 北京爆发大规模反日游行 早报网

## 4月8日
- 中國美國俄國三國在第59屆聯合國代表大會上表示反對將常任理事國擴大一事設立時間表。鳳凰網（页面存档备份，存于）
- 教宗若望·保祿二世的葬礼弥撒在梵蒂冈举行，总计四百万人参加了弥撒，包括多國元首、政要及眾多信徒。中国政府对梵蒂冈允许中華民國总统陈水扁出席表达了不满 MSNBC（页面存档备份，存于） Sina（页面存档备份，存于）

## 4月7日
- 世界粮食计划署25年对华援助结束。京华时报（页面存档备份，存于）
- 中華民國（台灣）總統陳水扁受邀參加天主教教宗若望·保祿二世葬禮，預定於今日搭乘專機前往。成為首位造訪教廷，及首位踏上歐洲土地的台灣元首。聯合新聞網（页面存档备份，存于）
- Wikimedia基金会和Yahoo!今日宣布达成Yahoo向Wikimedia捐赠设备和带宽的协议。Yahoo也即将进行在搜索结果中集成来自于Wikipedia的内容的测试。Yahoo Wikimedia基金会（页面存档备份，存于）

## 4月6日
- 库尔德领导人贾拉勒·塔拉巴尼当选为伊拉克新总统。光明日报（页面存档备份，存于）
- 針對香港下任特首任期的爭議，曾蔭權提請全國人大進行釋法。鳳凰網（页面存档备份，存于）

## 4月5日
- 中国国务院总理温家宝离开北京，前往巴基斯坦、孟加拉国、斯里兰卡和印度进行正式访问。新华网（页面存档备份，存于）
- 陕西省黄陵县隆重举行黄帝公祭仪式。每日甘肃（页面存档备份，存于）

- 英揆貝理雅宣佈解散议会提前下月5日大選。商業電台
- 台灣團結聯盟主席蘇進強參拜日本靖國神社引起爭議。聯合新聞網（页面存档备份，存于），聯合新聞網
- 美国职业棒球大联盟开战。新华网
- 日本文部科學省正式宣布批准日本右翼团体修订的《新歷史教科書》。人民网（页面存档备份，存于）

## 4月4日
- 食品安全专家发出新的警告，认为苏丹红一号有可能混在大批量的棕榈油和姜黄之中。欧洲委员会官员随即呼吁采取紧急措施，在欧洲所有的飞机场严格检查一切包含以上两种食品的进口货物，并对已经上市的产品进行抽样检测。新京报（页面存档备份，存于）
- 第89届普利策奖获奖名单揭晓。新民晚报
- 教廷宣佈天主教教宗若望·保祿二世葬禮於當地時間4月8日早上10時（8：00 UTC）。Wikinews（页面存档备份，存于）
- 2005年台灣團結聯盟參拜靖國神社事件，引起爭議。

## 4月3日
- 伊拉克过渡国民议会第三次会议在巴格达举行，会议选举逊尼派议员哈桑尼为过渡议会议长。国际在线
- 阿卡耶夫在莫斯科签署了关于辞去吉尔吉斯斯坦总统职务的文件。新华网（页面存档备份，存于）
- 中華人民共和國四川成都一日本超市遭反日民眾砸毀，日本駐華使館已提請中國政府予以保護。聯合新聞網鳳凰網（页面存档备份，存于）

## 4月1日
- 梵蒂岡天主教教宗若望·保祿二世病危，可能宣布去世消息。聯合新聞網中新网
- 洞庭湖开始进入历时三个月的禁渔期。来自新华网（页面存档备份，存于）
- 《中华人民共和国电子签名法》实施。
- 中国国民党主席连战在东京针对大陆方面发出的正式邀请表示欣然接受，访问时间，将待从日本返台详细规划后再作决定。新华网（页面存档备份，存于）